# Banzart
Banzart (arabul : بنزرت, nyugati átírásokban Bizerte; történelmileg : föníciai nyelven: 𐤄𐤉𐤁𐤅 𐤀𐤊𐤓𐤀 Hippo Acra, latinul: Hippo Diarrhytus és Hippo Zarytus ), város Tunéziában; az azonos nevű kormányzóság fővárosa, Tunézia és egyben Afrika egyik legészakibb városa.
2014-ben mintegy 143 ezer fő lakosa volt.

## Története

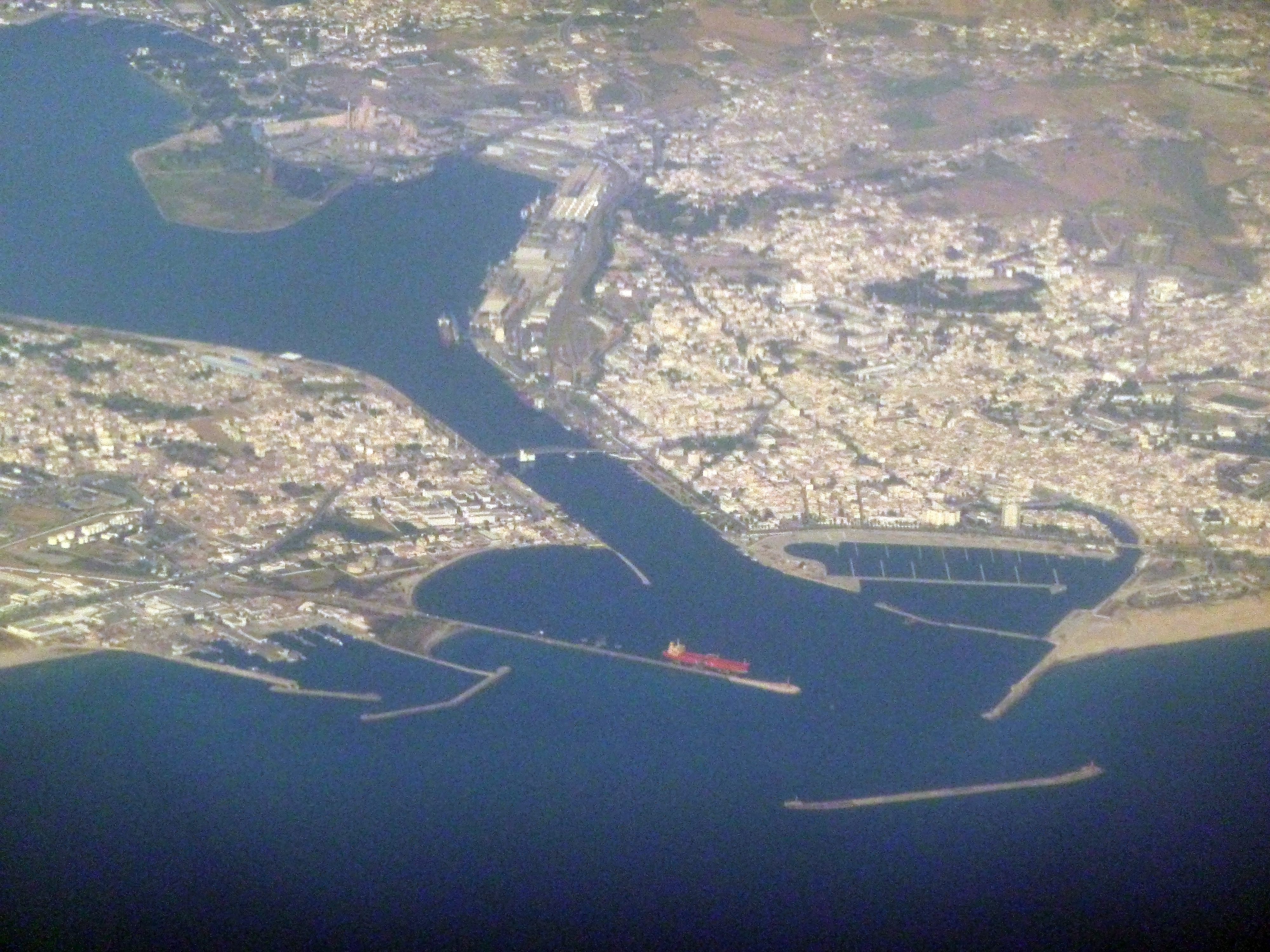
Babzart légifelvételről

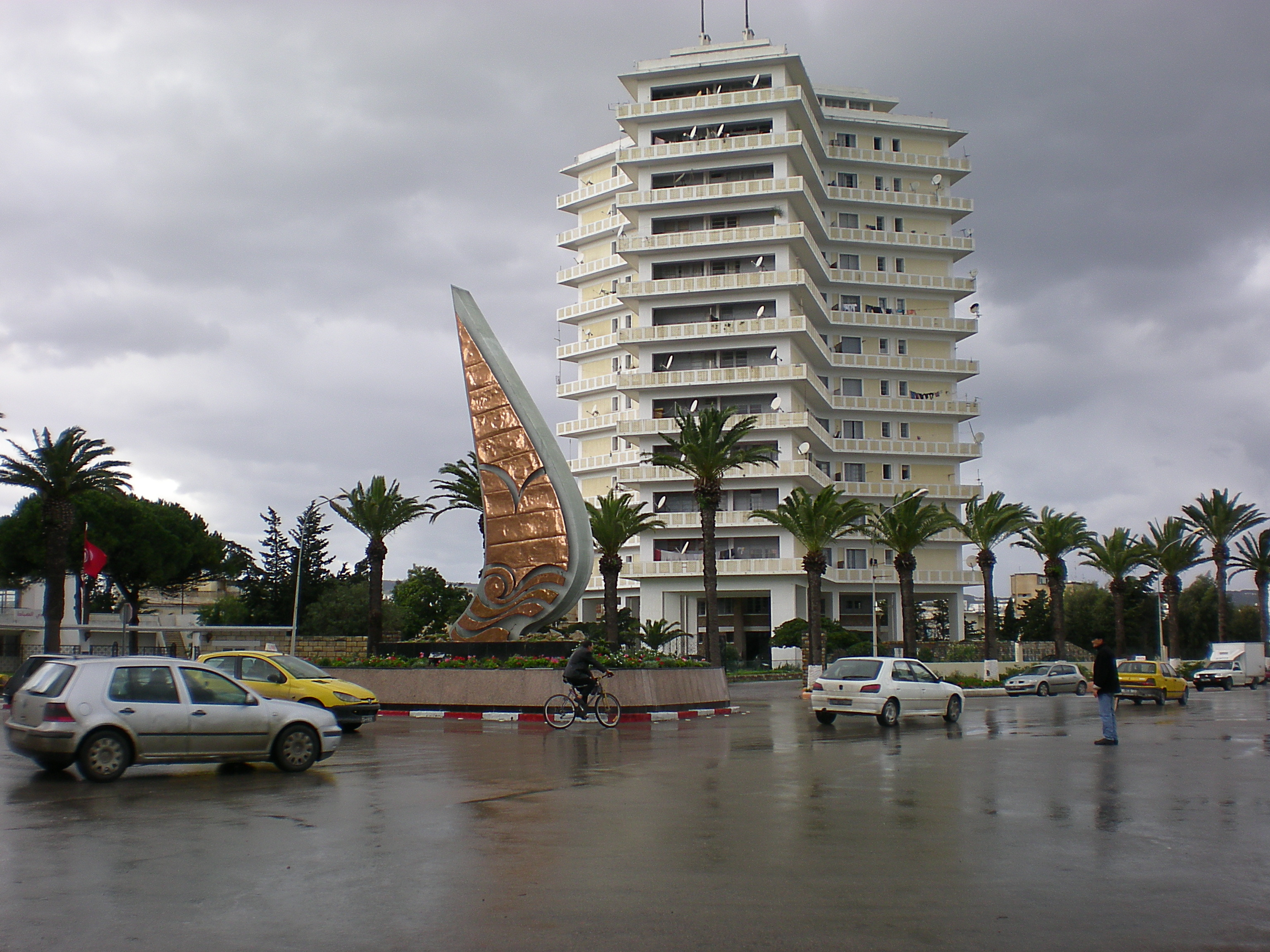
Bizerte, látkép

A mai Bizerte nem igazán arab jellegű, inkább hasonlít egy dél európai kisvároshoz, mint egy tipikus arab településhez.  Kr.e. 1100 körül a föníciaiak alapították.
Bizertét már a punok is kikötőnek használták. A Római Birodalom idején Hippo Diarrthytus néven élvezett kiváltságokat. A Benzert nevet az arab hódítóktól kapta, máig is így nevezik.
A város századokon át "tengeri kalózfészek" volt, ennek megfelelő előnyös jövedelmekkel.
1882-től a francia gyarmatosítók haditengeri bázissá építették ki, s mint ilyen fontos szerepet játszott a Földközi-tenger ellenőrzésében. Ismert, hogy az utolsó város volt, amely továbbra is francia irányítás alatt maradt, miután az ország többi része elnyerte függetlenségét. A franciák ezt a tengeri bázist, a gyarmatosítás szimbólumát 1963-ban hagyták el végleg.

## A mai város

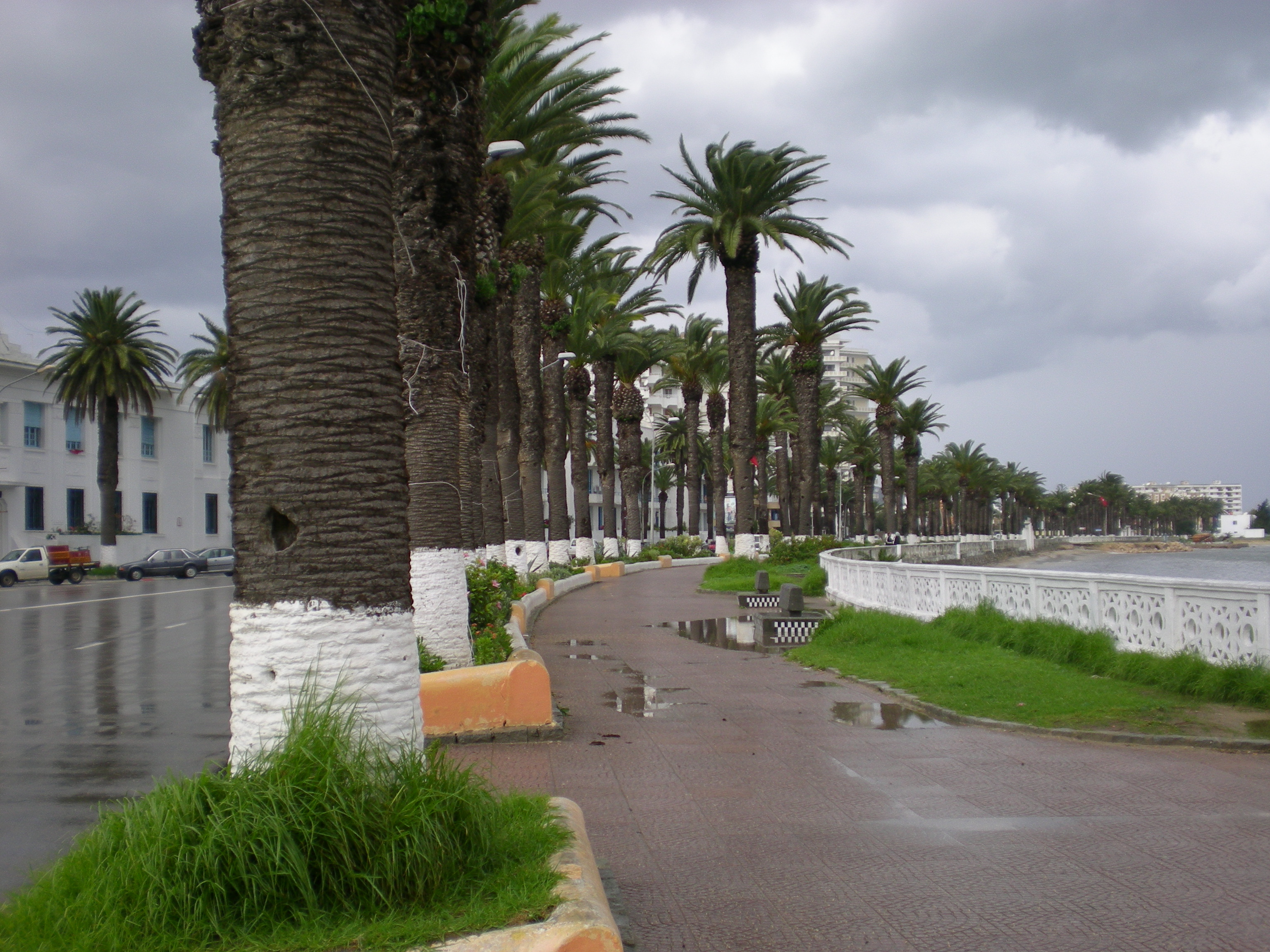

A kis kiterjedésű történelmi negyed a ma már csak halászbárkáktól látogatott régi kikötő köré tömörül. Az öreg kikötőhöz érve megkapó, szinte festői a látvány, a medencében apró színes bárkákat ringat a víz. A parton pedig jellegzetes, lapos tetős, nagyrészt vakítóan fehér, évszázados kis házak állnak. E kép élénk kontrasztjaként mögöttük áll Bizerte egyetlen modern toronyháza a tengerparton.
Az öreg kikötő délnyugati sarkában van az óváros szíve, a place Bouchoucha. E térről nyílnak a Medina zegzugos utcái. Itt és a környéken zajlik a bazár színes, zajos élete.

## Galéria

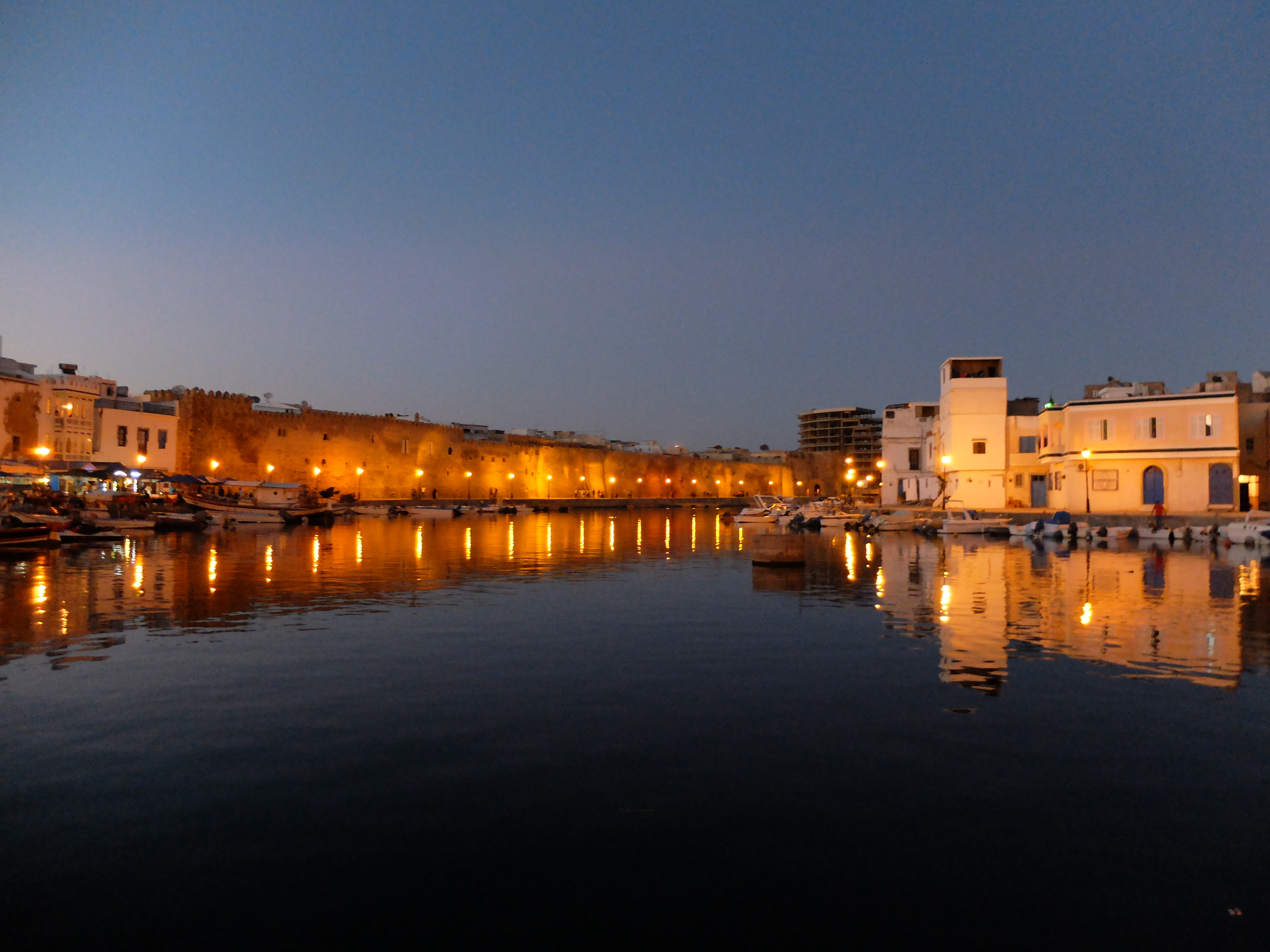
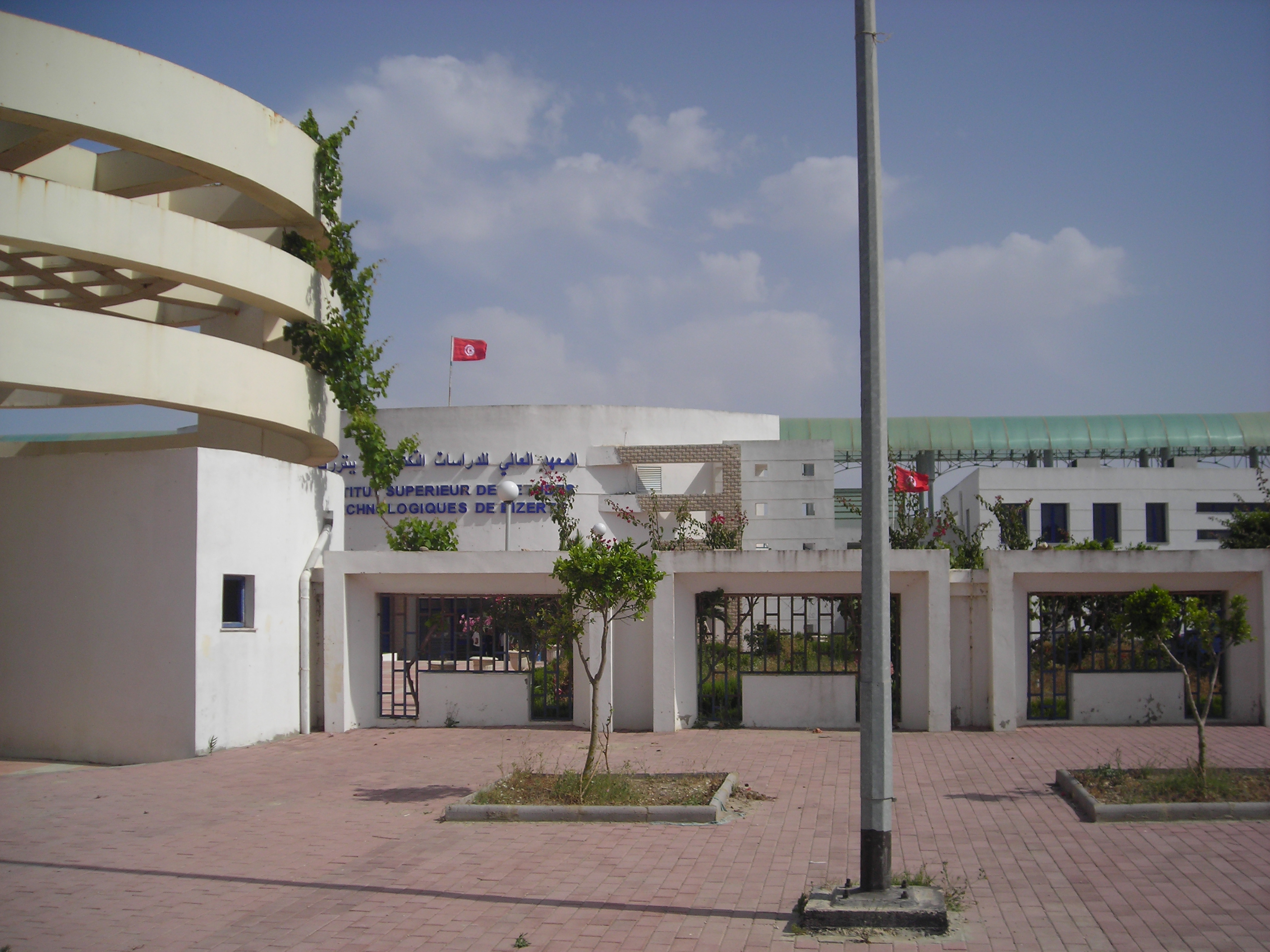
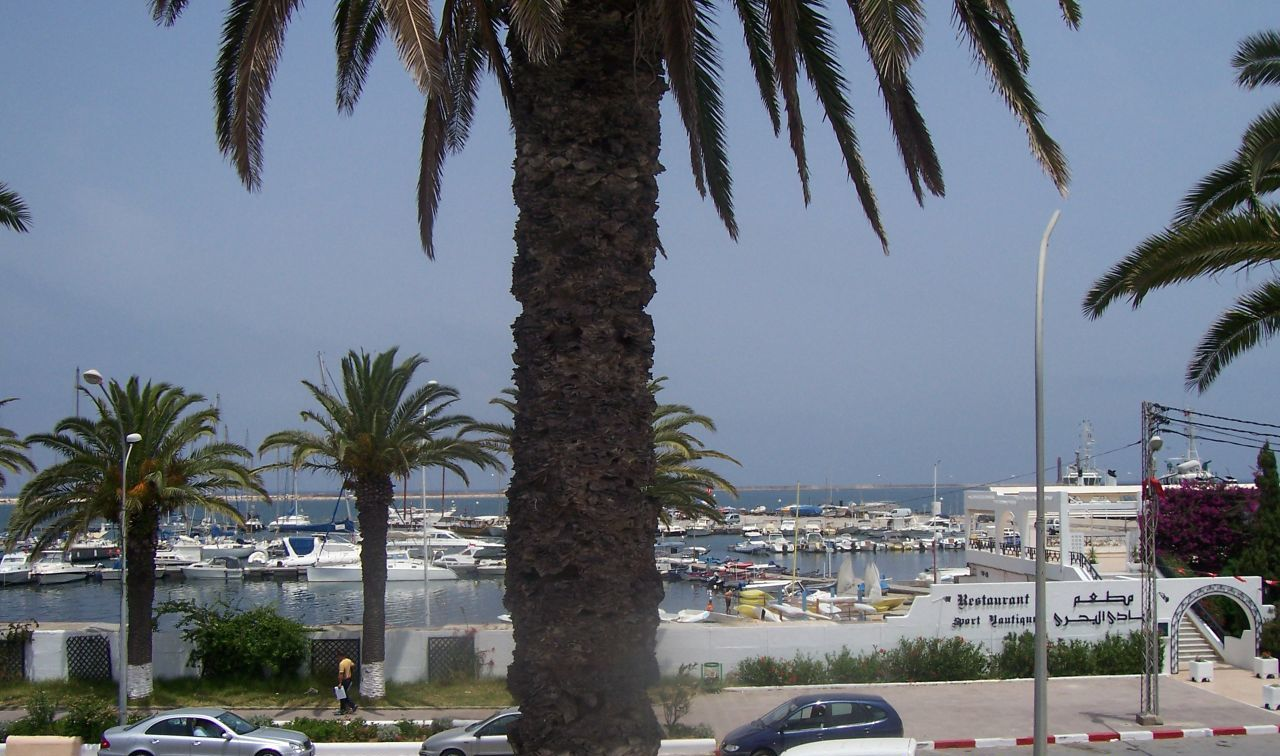
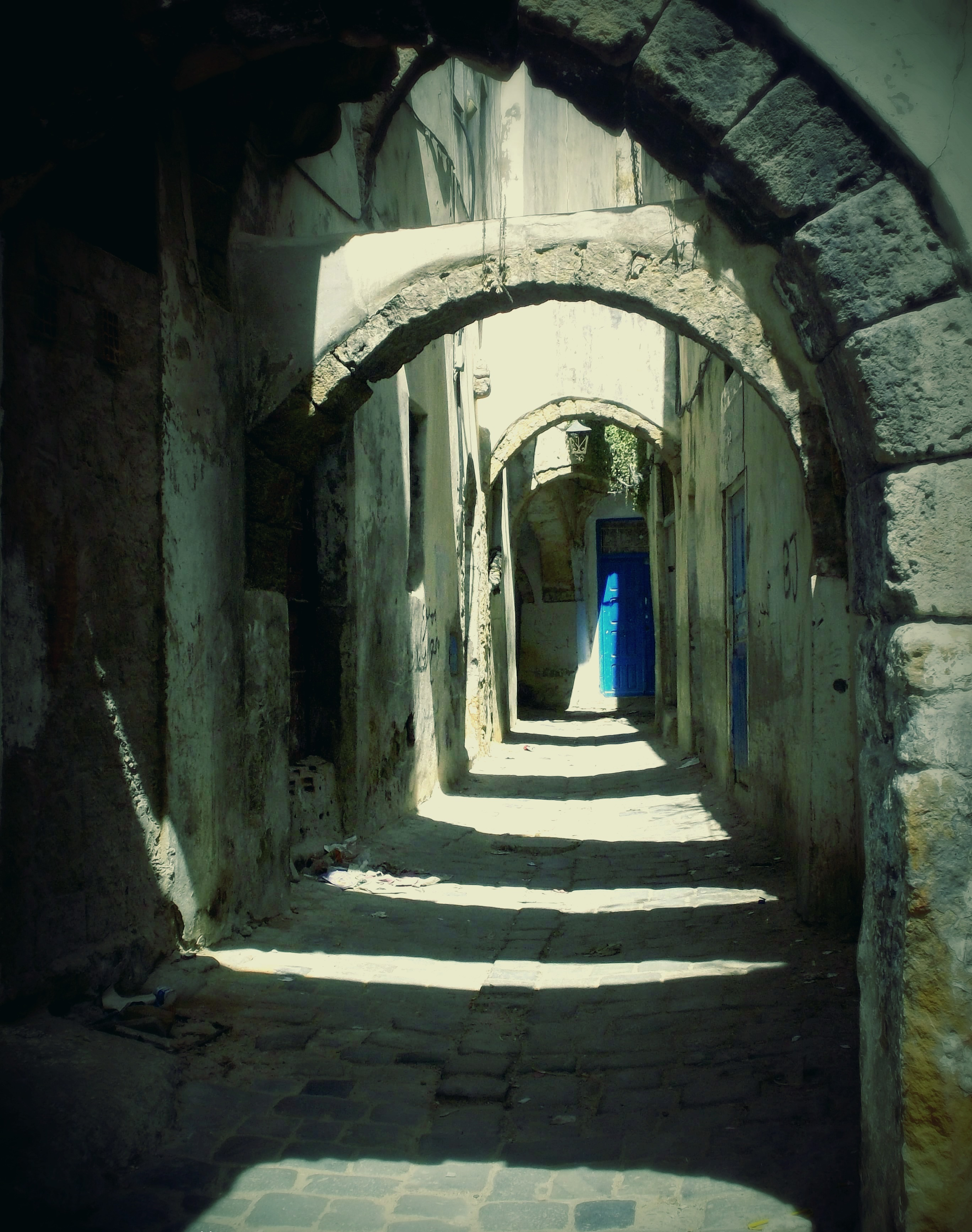
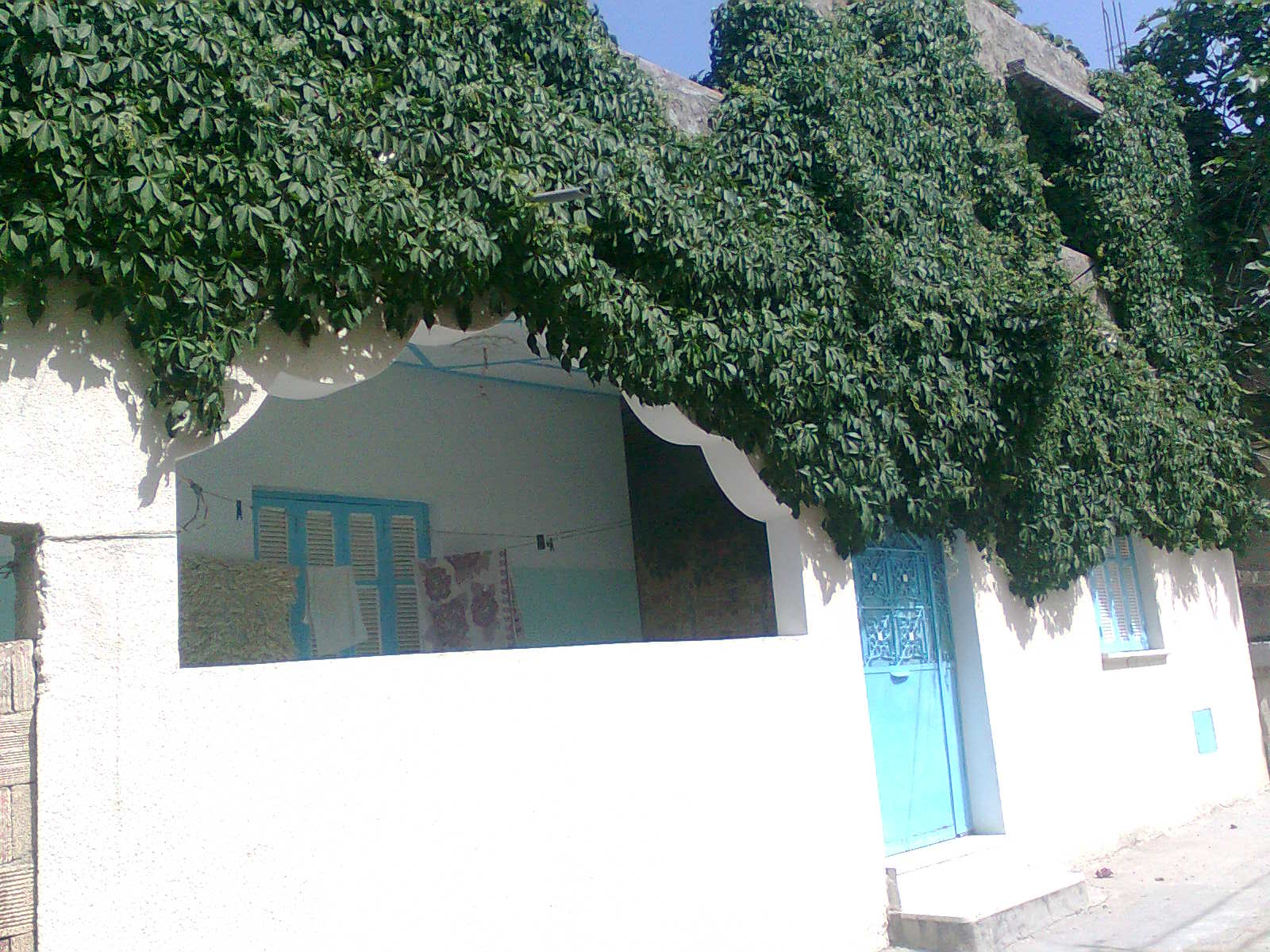
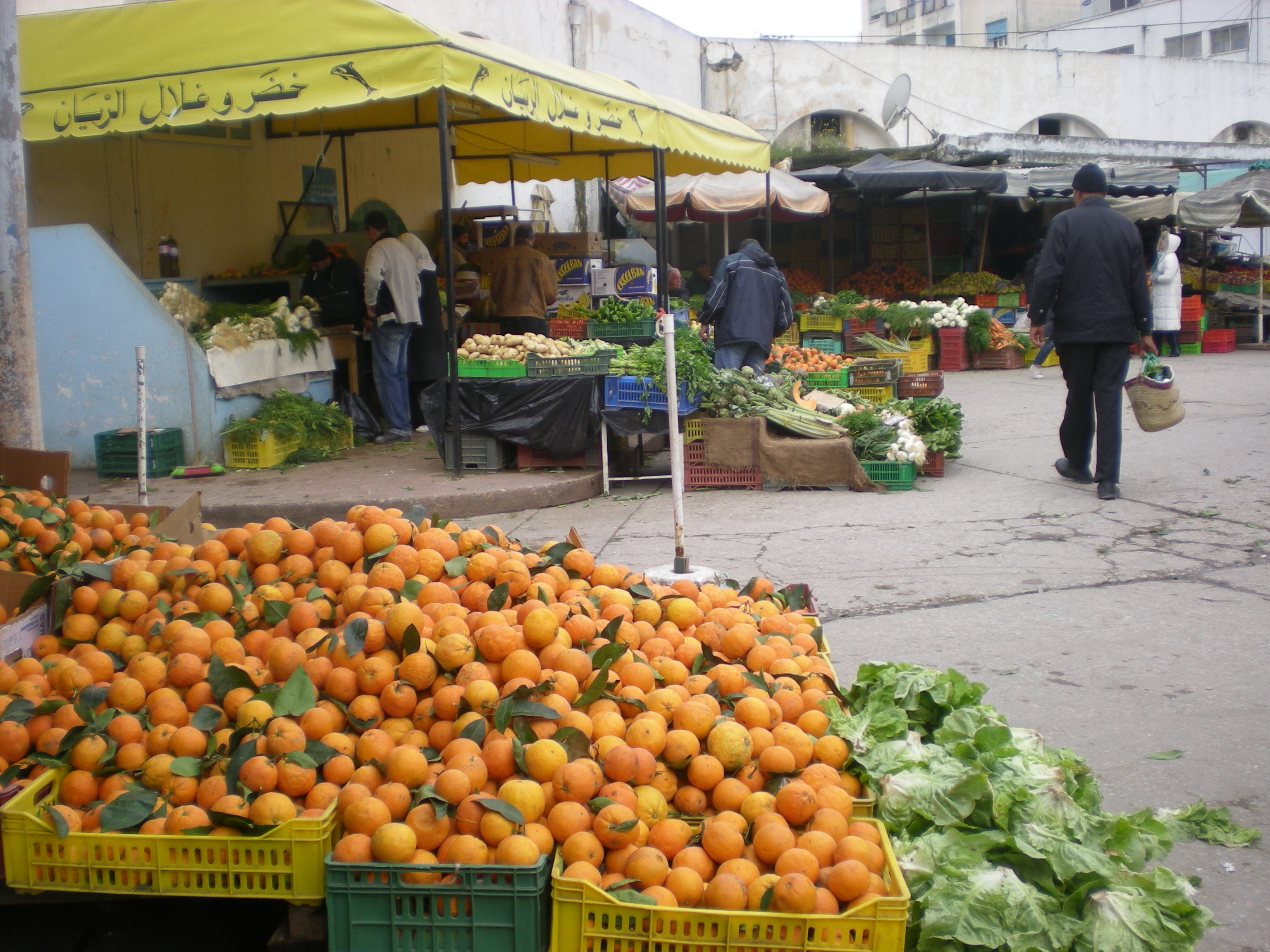

## Nevezetességek
- Nagymecset
- Kabah
- Tengeri akvárium
- Kongresszusi palota